# Scorpaena pepo
Scorpaena pepo és una espècie de peix pertanyent a la família dels escorpènids.

## Descripció
- Fa 24,5 cm de llargària màxima.
- Nombre de vèrtebres: 24.[3]

## Hàbitat
És un peix marí, demersal i de clima subtropical que viu fins als 200 m de fondària.

## Distribució geogràfica
Es troba al Pacífic nord-occidental: Taiwan.

## Observacions
És inofensiu per als humans.